# Льодяники (фільм)
«Вже не діти» — кінофільм режисера Чінція Торріні, що вийшов на екрани в 1995 році.

## Зміст
В'януча красуня схильна пояснювати байдужість до неї чоловіка втратою її головної зброї - привабливості, але ні спорт, ні косметика не допомагають їй повернути молодість. І тоді зневірена жінка звертається до ворожки, якій було що запропонувати. І так в руки героїні потрапила мрія всіх жінок - цукерки, що обертають час назад.

## Ролі
| Актор              | Роль |
| ------------------ | ---- |
| Стефанія Сандреллі | -    |
| Роберто Читран     | -    |
| Джеа Мартіре       | -    |
| Піно Аммендола     | -    |
| Енцо Гаррамоне     | -    |
| Патріціо Ріспо     | -    |

## Знімальна група
- Режисер — Чінція Торріні
- Сценарист — Джуді Тосселл
- Продюсер — Маттео Леві, Рональд Граб, Джуді Тосселл
- Композитор — Gabriele Ducros